# Andrei Chindriș
Andrei Chindriș (n. 12 ianuarie 1999, Cluj-Napoca, România) este un fotbalist român, care joacă pe post de fundaș la Lechia Gdańsk în Ekstraklasa.